# الشرطي العنيف
الشرطي العنيف هو فيلم جريمة ياباني إخراج تاكيشي كيتانو، أصدر 12 أغسطس 1989.

## قصة
ازوما، هو شرطي قليل الكلام يكتشف أن عصابة ياكوزا مسؤولة عن وفاة صديقه واختطاف شقيقته الصغرى. لا يتردد في استخدام العنف لفرض قانونه، يجد نفسه يكافح مع رؤسائه من ضد عصابة كيوهيرو.

## وصلات خارجية
- الشرطي العنيف على موقع IMDb (الإنجليزية)
- الشرطي العنيف على موقع الموسوعة البريطانية (الإنجليزية)
- الشرطي العنيف على موقع روتن توميتوز (الإنجليزية)
- الشرطي العنيف على موقع نتفليكس (الإنجليزية)
- الشرطي العنيف على موقع ألو سيني (الفرنسية)
- الشرطي العنيف على موقع Turner Classic Movies (الإنجليزية)
- الشرطي العنيف على موقع أول موفي (الإنجليزية)
- الشرطي العنيف على موقع فيلمافينيتي (الإسبانية)
- الشرطي العنيف على موقع قاعدة بيانات الأفلام السويدية (السويدية)
- الشرطي العنيف على موقع قاعدة بيانات الفيلم (الإنجليزية)